# Studenckie Koło Przewodników Turystycznych w Gdańsku

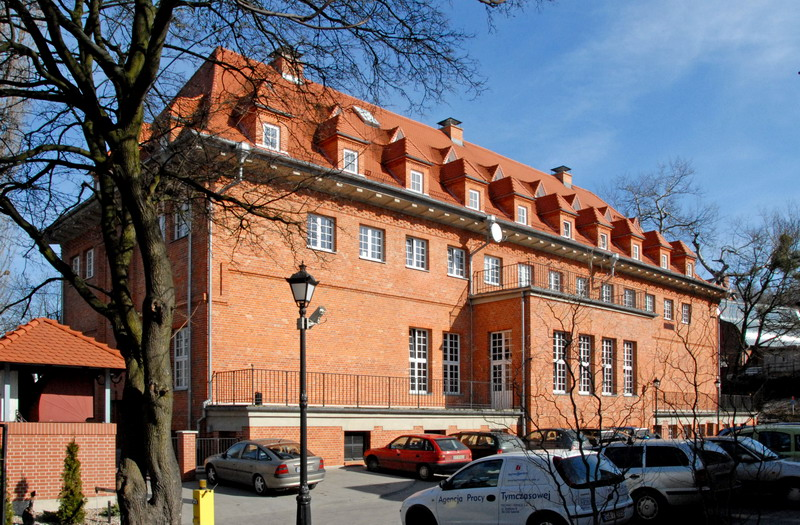
Bratniak

Studenckie Koło Przewodników Turystycznych w Gdańsku (SKPT Gdańsk) – studenckie koło przewodnickie, działające od 1971 roku przy Politechnice Gdańskiej oraz Oddziale Studenckim PTTK. Działalność SKPT Gdańsk skupia się na szkoleniu kadry przewodnickiej wywodzącej się w większości z trójmiejskiego środowiska akademickiego. W trakcie ponad 40-letniej działalności do Koła przyjęto ponad 250 osób.
Siedziba klubu mieści się w Gdańsku-Wrzeszczu, na terenie Politechniki Gdańskiej, w budynku „Bratniaka”, przy ul. Siedlickiej 4.

## Działalność Koła
SKPT Gdańsk prowadzi kurs Przewodnika Górskiego (początek jesienią) oraz kurs Przodownika Turystyki Górskiej PTTK (początek wiosną). Kursy dotyczą obszaru Beskidów Zachodnich oraz Beskidów Wschodnich. Ukończenie kursu umożliwia zdobycie uprawnień Organizatora Turystyki PTTK. Zdanie egzaminów uprawnia także do podejścia do egzaminu państwowego na Przewodnika Beskidzkiego.
SKPT Gdańsk organizuje ogólnodostępne rajdy piesze i rowerowe, wycieczki autokarowe, letnie i zimowe obozy górskie oraz wyprawy zagraniczne (m.in. Syberia, Turcja, Rumunia, Bułgaria, Ukraina i Słowacja). Ważnym obszarem działalności SKPT Gdańsk jest również organizacja nocnych turystycznych marszów na orientację:
- Nocne Marsze na Orientację Manewry SKPT (marzec)
- Nocne Marsze na Orientację Darżlub (grudzień)

SKPT Gdańsk w ramach popularyzacji turystyki organizuje co wtorek w swojej siedzibie pokazy slajdów i fotografii z wypraw po Polsce, Europie i dalszych zakątkach świata. Pokazy prowadzą członkowie i sympatycy Koła, gościnnie zapraszani są również znani polscy podróżnicy.
Działalność publicystyczna SKPT Gdańsk obejmuje wydawanie ściennych kalendarzy o tematyce górskiej, śpiewników, materiałów szkoleniowych i biuletynów informacyjnych.